# 임다운
임다운(1990년 12월 15일 ~ )은 대한민국의 가수다.

## 방송
- 오빠시대 (2023) - 3R
- 노래가좋아 (2023) - 4승(명예졸업)
- 아침마당 (2024) - 5승(최종우승)

## 음반
- MBN '오빠시대' 2회 - 1라운드 part.B (2023)
- MBN '오빠시대' 3회 - 2라운드 part.A (2023)
- 인생시험지 (2023)
- 낮달 같은 사람아 (2023)
- Adagio (2024)

## 공연
- 2023 임다운 1st 팬미팅 콘서트 <별이 빛나는 밤에> - 수원 (2023)
- 2024 임다운 콘서트 <아름다운 동행, 날개를 펴다> - 안산 (2024)
- 2024 임다운 송년 디너콘서트 - 한양대 에리카 컨벤션 (2024)

## 수상
• 제21회 대한민국 창작 향토가요제 은상 (2023)
1. ↑  https://www.ccdn.co.kr/news/articleView.html?idxno=936823